# Laski (Ukraina)
Laski (ukr. Ліски, Lisky) – wieś na Ukrainie, w obwodzie tarnopolskim, w rejonie tarnopolskim. W 2001 roku liczyła 351 mieszkańców.
Do 1995 roku Laski należały do wsi Załuże.
Do 2020 w rejonie zbaraskim.